# Paula Tončić
Paula Tončić (Zagreb, 1997.) hrvatska je vizualna umjetnica. Diplomirala je na Odsjeku za animaciju i nove medije na Akademiji likovnih umjetnosti u Zagrebu, gdje se specijalizirala za vizualnu umjetnost i istraživanje kroz različite medije.
Na 37. Salonu mladih u organizaciji HDLU-a izložila je instalaciju pod nazivom Ona se igra nožem, koja istražuje odnose između djevojaka i normi koje ih okružuju, koristeći predmete iz napuštenog djevojačkog doma. Ta instalacija donijela joj je Grand Prix nagradu Salona.

## Izložbe
- 37. Salon mladih – Ona se igra nožem, HDLU (Zagreb), 2024.; Grand Prix i filantropska nagrada Kolekcionar za rad koji istražuje vrijednost predmeta kroz osobne priče djevojaka iz napuštenih domova

- Imitacija stvarnosti, Galerija Miroslav Kraljević (Zagreb), 2023.